# Ловися, рибко!
«Ловися, рибко!» (англ. «Fish Hooks») — американський мультсеріал, створено Ноа Захарі Джонсом і розроблено Алексом Гіршем і Вільямом Рейссом для «Disney Channel».

## Сюжет
Серіал розповідає про повсякденне життя веселої рибки, на ім'я Майло, його нервового брата Оскара та їхньої подруги Бі. Вони відвідують школу Чистої Води, що знаходиться в акваріумі зоомагазину під назвою «Bud's Pets». Протягом мультсеріалу вони намагаються розв'язувати свої проблеми та виплутатися з халеп, в які вони потрапляють.

## Серії
| Сезон | Серії | Перший показ   | Останній показ |
| ----- | ----- | -------------- | -------------- |
| 1     | 21    | 3 вересня 2010 | 21 жовтня 2011 |
| 2     | 22    | 7 жовтня 2011  | 17 травня 2013 |
| 3     | 16    | 7 червня 2013  | 4 квітня 2014  |

## Персонажі

### Головні
- Майло Фіштус (англ. Milo Fishtus) — авантюрна сіамська бійцівська рибка. Обожнює «тусовки» та намагається повеселитися в будь-якій ситуації, дуже гучний і часто потрапляє у неприємності.
- Оскар Фіштус (англ. Oscar Fishtus) — нервовий та незграбний сом та є старшим братом Майло. Попри те, що Майло є його братом, вони протилежні один одному (разом із тим, що вони абсолютно різні види). Він завзятий гравець у відеоігри та регулярно виступає голосом розуму та справедливості між персонажами. Оскар був таємно закоханий у Бі до середини другого сезону, коли він закохався в скалярію, на ім'я Анджела, дівчину-геймершу. Анджела дізнається, що йому подобається Бі та кидає його. В останній серії третього сезону він зізнається Бі в своїх почуттях.
- Беа (Бі) Золоториба (англ. Bea Goldfishberg) — золота рибка, яка є «надмірно драматична», а також мріє в майбутньому стати актрисою. Вона схильна вихвалятися своїми акторськими здібностями та різними талантами.

### Другорядні
- Шелсі (англ. Shellsea) — найкраща подруга Бі. Вона любить моду і турбується про зовнішній вигляд. Часто буває песимістична, але дуже піклується про своїх друзів. Судячи по її речам та великому будинку, можна сказати що вона є багачкою. При розмові розтягує слова.
- Клемента (англ. Clamantha) — устриця, яка одержимо закохана в Оскара, і в її шафці є святиня, присвячена йому. Вона є солісткою рок-групи «Клемента та блискітки»
- Альберт Ґлас (англ. Albert Glass) — скляний окунь, який є дуже старанним та розумним. Він аномально блідий, і через те, що він прозорий, його мозок видно через голову. Дружить із креветкою Джамбо та Оскаром. Також він дуже сором'язливий і тихий, та разом з Джамбо є головними об'єктами знущань з боку Джоктопуса та його банди.
- Джамбо Креветка (англ. Jumbo Shrimp) — незграбна креветка, яка є найкращим другом Альберта Ґласа. Він фанат науки та любить розв'язувати проблеми, знаходити та виправляти помилки в підручниках.
- Джоктопус Людвиг Вандербуш (англ. Jocktopus Ludwig Vanderbush) — восьминіг, який знущається з однокласників та є ілеїстом, тобто звертається до себе від третьої особи. Він є частиною футбольної команди. Його супроводжують троє двієчників та їх зазвичай уникають, оскільки Джоктопус з бандою є агресивними.
- Коі (англ. Koi) — парчевий короп. Друга найбільша риба у школі, після Джоктопуса. Говорить басом. Незважаючи на свої розміри вона є дружньою. Спілкується найчастіше з Фінберлі та є однією з подруг Бі.
- Стів Джексон (англ. Steve Jackson) — найпопулярніший учень в школі Чистої Води. Має хвилясте світле волосся, яке він вкладає гелем.
- Ренделл «Ренді» Пінчерсон (англ. Randy Pincherson) — підступний та багатий краб. Він любить провокувати, шантажувати, пліткувати та жартувати над іншими учнями Чистої Води. Він закоханий у Бі та всілякими хитрощами намагається заставити її ходити на побачення.

### Інші
- Містер Болдвін
- Доктор Жаба
- Директор Стіклер
- Фішингтон
- Містер і Місіс Золоториба

## Роль Озвучення
- Майло — Кайл Мессі
- Оскар — Джастін Ройланд
- Бі — Челсі Кейн
- Містер Болдвін — Дана Снайдер
- Директор Стіклер — Джеррі Стіллером у 1 сезоні
- Директор Стіклер — Джеффом Беннеттом у 2 сезоні
- Альберт Гласс — Аттікус Шаффер
- Шелсі — Карі Волгрен
- Джамбо Срімп — Стівен Крістофер Паркер
- Фінберлі — Кімберлі Муні
- Есмарго, Кой — Рейчел Дретч
- Джоктопус — Джон ДіМаджіо
- Піранья — Лаура Ортіс
- Стів Джексон — Грег Сайпс
- Містер Болдвін — Дана Снайдер
- Ренді — Джош Сассман
- Пасс — Роджер Крейг Сміт
- Пант — Дейв Віттенберг
- Фамбл, Кламанта — Алекс Гірш

## Український Дубляж
- Студія: LeDoyen Studio
- Режисер дубляжу: Ольга Чернілевська
- Перекладач: Олег Пашин
- Муз.керівник: Тетяна Піроженко
- Creative Supervisor: Magdalena Dziemidowicz,
- Координатор дублювання: Ольга Боєва

Ролі дублювали:
- Кайл Мессі/Майло — Сергій Солопай
- Джастін Ройленд/Оскар — Олександр Погребняк
- Челсі Кейн/Бі — Світлана Шекера
- Мушлинка — Катерина Брайковська
- Болдуін — Максим Кондратюк
- Альберт — Богдан Темченко
- Рибсi — Катерина Качан
- Плавберлі, Змія — Марина Локтіонова
- Пацюк — Людмила Ардельян
- Koi, Губа — Ольга Радчук
- Джамбо — Михайло Войчук
- Мушлянка — Аліна Проценко
- Слимачок — Олена Борозенець
- Тренер — Володимир Канівець
- Бо — Андрій Фединчик

А також: Андрій Мкртчан, Сергій Малюга, Тетяна Піроженко, Вікторія Івасишина, Тимур Усманов, Сергій Юрченко,

## Виробництво
На ранніх стадіях виробництва короткометражка мала назву «Риб'ячі казки», але була змінена на теперішню. У короткометражці йшлося про Майло, який шукає зниклого Оскара та йому допомагає Бі. Челсі Кейн підтвердила, що озвучувала Бі в короткометрівці. Серіал створювався з використанням 2D анімації та техніки фотоколажу.

## Зовнішні посилання
- Ловися, рибко! на IMDb